# Leiobunum seriepunctatum
Leiobunum seriepunctatum is een hooiwagen uit de familie Sclerosomatidae.